# Edmund Beyenburg
Edmund Beyenburg (* 1. März 1900 in Köln; † 3. Juni 1959 in Berlin) war ein deutscher Geologe.

## Leben
Beyenburg ging in Köln auf das Dreikönigsgymnasium mit dem Abitur 1918 und studierte dort dann zunächst ab 1919 Philosophie, Psychologie, Logik und Pädagogik auf einer kirchlichen Akademie. Nebenbei hörte er auch Vorlesungen über Naturwissenschaften und Mathematik in Köln und begann ein Studium der Geologie in Bonn, das er 1928 mit der Promotion bei Hans Cloos abschloss. Er war kurz Assistent bei Cloos und ab 1930 (nach dem geologischen Staatsexamen) an der Preußischen Geologischen Landesanstalt (PGLA).  1932 wurde er außerplanmäßiger Geologe, eine Festanstellung scheiterte aber, da er einen nationalsozialistischen Führungskurs 1933 nicht bestand. Da er außerdem schwer erkrankte, wurde er 1940 pensioniert und befasste sich mit Archivarbeiten beim PGLA.
Im Anschluss an seine Dissertation befasste er sich mit Geologie und Tektonik des Hunsrücks. Er kartierte beim PGLA im Rheinland und Westfalen (Geologische Karte von Hamm und Lünen 1939)  und befasste sich mit der Stratigraphie der Kreidezeit in Westfalen. Er bearbeitete die Tiefbohrkarte des niederrheinisch-westfälischen Steinkohlebeckens und die Tiefbohrkarte im Bereich Recklinghausen. Außerdem befasste er sich mit Quartärgeologie im Gebiet der Lippe.

## Schriften
- mit Hans-Wilhelm Quitzow[4], Hans Udluft[5]: Geologische Übersichtskarte des rheinisch-westfälischen Industriegebietes; Maßstab 1:500.000, 1938, Berlin (Reichsamt für Landesaufnahme).